# 김수아 (연출가)
김수아(1979년 ~ )는 대한민국의 예능 프로듀서이다. 2002년 KBS에 입사하여 《해피투게더 프렌즈》등을 연출했으며 2011년 JTBC로 이직하였다.

## 학력
- 서울대학교 언론정보학과 학사

## 경력

### 방송
| 분류 | 방송사 | 제목                      | 역할      | 기간            |
| ---- | ------ | ------------------------- | --------- | --------------- |
| 예능 | KBS2   | 《스타집현전》            | 조연출    | 2002년          |
| 예능 | KBS2   | 《해피선데이 여걸파이브》 | 조연출    | 2004년          |
| 예능 | KBS2   | 《비타민》                | 연출      | 2004년          |
| 예능 | KBS2   | 《해피투게더 프렌즈》     | 연출      | 2005년          |
| 예능 | KBS2   | 《스타골든벨》            | 연출      | 2006년          |
| 예능 | KBS2   | 《상상플러스 시즌 2》     | 연출      | 2008년          |
| 예능 | KBS2   | 《천하무적 야구단》       | 연출      | 2009년          |
| 예능 | JTBC   | 《닥터의 승부》           | 연출      | 2011년          |
| 예능 | JTBC   | 《퀴즈쇼 아이돌 시사회》  | 연출      | 2011년 ~ 2012년 |
| 예능 | JTBC   | 《썰전》                  | 메인 연출 | 2013년 ~ 2015년 |
| 예능 | JTBC   | 《연쇄쇼핑가족》          | 메인 연출 | 2015년          |
| 예능 | JTBC   | 《반달친구》              | 메인 연출 | 2016년          |
| 예능 | JTBC   | 《나의 외사친》           | 메인 연출 | 2017년          |
| 예능 | JTBC   | 《아는 형님》             | CP        | 2018년 ~ 현재   |
| 예능 | JTBC   | 《괴팍한 5형제》          | CP        | 2019년          |
| 예능 | JTBC   | 《장르만 코미디》         | CP        | 2020년          |
| 예능 | JTBC   | 《할명수》                | CP        | 2020년 ~ 현재   |